# Maryna Ivaščanka
Maryna Sjarheeŭna Ivaščanka (in bielorusso Марына Сяргееўна Івашчанка?; Rėčica, 8 novembre 1993) è una cestista bielorussa.

## Carriera
Con la Bielorussia ha disputato due edizioni dei Campionati europei (2015, 2017).